# Balindong
Balindong es un municipio filipino de sexta categoría, situado al oeste de la isla de Mindanao. Forma parte de  la provincia de Lánao del Sur situada en la región de la Nación Mora. 
Para las elecciones está encuadrado en el Segundo Distrito Electoral de esta provincia.

## Geografía
Municipio ribereño del lago Lánao y fronterizo con la provincia de Lánao del Norte.

### Barrios
El municipio de Balindong se divide, a los efectos administrativos, en 38 barangayes o barrios, conforme a la siguiente relación:
| - Abaga (Mapantao) - Población (Balindong) - Pantaragoo - Bantogán Uato - Barit - Bubong - Bubong Cadapaán | - Borakis - Bualán - Cadapaán - Cadayonán - Kaluntay - Dadayag - Dado - Dibarusán | - Dilausán - Dimarao - Ingud - Lalabuán - Lilod - Lumbayao - Limbo - Lumbaca Lalán | - Lumbac Uato - Magarang - Nusa Lumba Ranao - Padila - Pagayaguán - Paigoay - Raya | - Salipongán - Talub - Tomarompong - Tantua Raya - Tuka Bubong - Bolinsong - Lati - Mala-ig |  |

## Historia

### Influencia española
Este territorio fue parte de la Capitanía General de Filipinas (1520-1898). El Distrito 7º de Lanao fue  creado a finales del siglo XIX, concretamente el 8 de octubre de 1895. Su territorio, segregado de los distritos 5º de Cottabato y 2º de Misamis, no fue dominado completamente por las armas españolas.

### Ocupación estadounidense

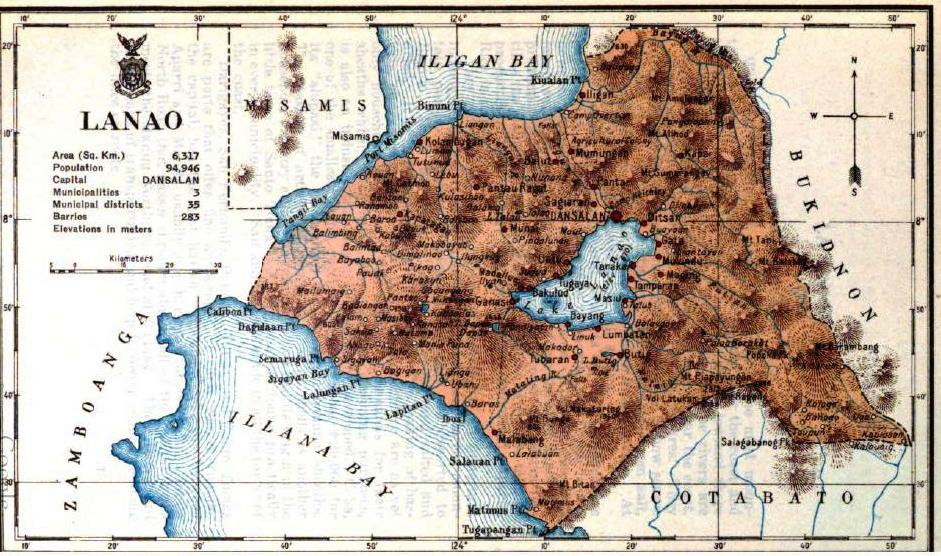
Provincia de Lánao, Census of the Philippine Islands taken under the Direction of the Philippine Legislature in the year 1918.

En 1903, al comienzo de la ocupación estadounidense de Filipinas Lánao forma parte de la nueva provincia del Moro. Al crearse el Departamento de Mindanao y Joló en septiembre de 1914 se convierte en una de sus siete provincias.
Uato era uno de los distritos municipales de la Provincia de Lánao.

### Independencia
El 10 de junio de 1956 cambia su nombre por el de Balindong en honor del gobernante de Pangampong Masiu de Uato.
El 22 de mayo de 1959 la provincia de Lánao fue dividida en dos provincias, una que se conoce como Lánao del Norte y el otro como Lánao del Sur.
Lánao del Sur comprende  el distrito municipal de Balindong.
El 29 de abril de 1963, Balindong se convirtió en  municipio compuesto,  durante el régimen marcial por 54 barrios, reducidos a los 38 actuales cuando Corazón C. Aquino llegó a la presidencia.
El 4 de octubre de 1971 la provincia fue dividida en dos Maranao y Lánao del Sur, Balindong permanece en Lánao del Sur.